# Carel Herman Maria Joseph Jan van Nispen tot Sevenaer
Jhr. Carel Herman Maria Joseph van Nispen tot Sevenaer ('s-Gravenhage, 23 juni 1893 − aldaar, 6 november 1952) was een Nederlands burgemeester en uitgever.

## Biografie
Van Nispen was een telg uit het geslacht Van Nispen en een zoon van de oprichter van De Residentiebode en politicus jhr. Joseph Willem Jan Carel Marie van Nispen tot Sevenaer (1861-1917) en Elisabeth Geertruida Johanna Maria Hekman (1860-1938). In 1919 trouwde hij met Ida Alphonsine Suze Antonia Lambertina Wijers (1896-1980) met wie hij negen kinderen kreeg. Hij promoveerde in de rechten in 1920 te Groningen op stellingen. Vervolgens was hij burgemeester van Oirschot van 1925 tot 1928. Daarna was hij directeur van de Uitgeverij De Residentiebode, de uitgever van het Haagse dagblad dat door zijn vader was opgericht.
Jhr. mr. C.H.M.J. van Nispen tot Sevenaer overleed in 1952 op 59-jarige leeftijd.